# کیمجانگ
کیمجانگ (김장) روند سنتی تهیه و نگهداری کیمچی، غذای سبزیجات تخمیر شده کره (کشور) در زمستان است. در ماه‌های تابستان، کیمچی از سبزیجات فصلی تازه ساخته می‌شود. به مدت یک ماه، از ماه دهم سال، مردم مقادیر زیادی کیمچی تهیه می‌کنند تا تغذیه را در زمستان تأمین کنند.
گیمجانگ در دسامبر ۲۰۱۳ به عنوان فهرست میراث فرهنگی ناملموس یونسکو ذکر شد.